# Martin Scholz (Mediziner)
Martin Scholz (* 22. Februar 1965 in Berlin-Wilmersdorf) ist ein deutscher Neurochirurg. Seine Schwerpunkte sind Erkrankungen, Fehlbildungen und Verletzungen des zentralen und peripheren Nervensystems sowie die neurochirurgische Intensivmedizin.

## Werdegang
Martin Scholz absolvierte von 1984 bis 1990 sein Medizinstudium an der Freien Universität Berlin. Dort übernahm er von 1987 bis 1990 auch eine Tutortätigkeit am Anatomischen Institut. Sein praktisches Jahr leistete er unter anderem in der chirurgischen Abteilung der Universidad Autonoma de Barcelona in Spanien sowie im St. Gertrauden-Krankenhaus in Berlin. Im April 1990 schloss Martin Scholz sein Studium mit dem Staatsexamen ab. Ab Juni 1990 absolvierte er seine Zeit als Arzt im Praktikum (AiP) in den Neurochirurgischen Abteilungen der RWTH Aachen und des Klinikum Rudolf Virchow der FU Berlin sowie in der Chirurgischen Abteilung des Krankenhauses Moabit. Im Juli 1991 und Januar 1992 bestand er die Foreign Medical Graduate Examination in Medical Science (ECFMG basic und clinical part). Im Dezember 1991 wurde er als Assistenzarzt in der Neurochirurgischen Klinik des Klinikums Rudolf Virchow in Berlin (FU Berlin) übernommen. Von dort wechselte Scholz im August 1992 an die Neurochirurgische Klinik der Ruhr-Universität Bochum am Knappschaftskrankenhaus Bochum-Langendreer. Seine Promotion erfolgte im August 1994 an der RWTH Aachen zum Thema „Nicht radioaktive in- situ-Hybridisierung von paraffineingebetteten Meningeomen unterschiedlicher Dignität auf Chromosom 10 und 17“. Seit August 1996 ist Scholz Facharzt für Neurochirurgie. Im Mai 199 übernahm Martin Scholz die Position des Geschäftsführenden Oberarztes der Neurochirurgischen Klinik. Im Oktober 2000 erfolgte die Anerkennung der Fakultativen Weiterbildung „Spezielle Neurochirurgische Intensivmedizin“. Scholz habilitierte sich im Dezember 2001 mit dem Thema „Entwicklung eines endoskopischen Navigationssystems auf der Basis einer automatischen optischen Sichtprüfung“. Im Januar 2003 hospitierte Scholz im Department of Vascular Neurosurgery des Massachusetts General Hospital, Harvard Medical School Boston, USA. Seit dem Jahr 2003 leitet Scholz zudem mikrochirurgische Operationskurse für Studenten. Zusammen mit U. Schlegel gründete er die neuroonkologische Tumorbank der Ruhr-Universität Bochum. Im August hospitierte er in der Neurochirurgischen Klinik der Radboud-Universität Nijmegen, Niederlande. Im Juni 2006 schloss er ein Fachhochschulstudium zum Public Health Care Controller und Manager ab. Im April 2008 wurde Scholz zum außerplanmäßigen Professor an der Ruhr-Universität Bochum berufen. Im August 2008 übernahm er die Stelle des Leitenden Oberarztes und Stellvertretenden Klinikdirektors der Neurochirurgie im Knappschaftskrankenhaus Bochum-Langendreer. Seit Oktober 2009 ist Martin Scholz Chefarzt der Neurochirurgie im Klinikum Duisburg.
Scholz ist Mitglied des Vorstandes des Duisburger Rudervereins und engagiert sich ehrenamtlich im Rudersport. Er arbeitet als Regattaarzt bei der Internationalen Wedau-Regatta in Duisburg sowie für den NWRV bei U19 und U23-Ranglistenrennen des NWRV. Zuletzt war er lokaler Medical Officer bei der U23-Europameisterschaft in Duisburg.

## Spezialgebiete und Behandlungsschwerpunkte
Scholz’ diagnostischen und therapeutischen Schwerpunkte liegen in der onkologischen, spinalen und vaskulären Neurochirurgie sowie der neurochirurgischen Intensivmedizin für Erwachsene und Kinder. Er ist zertifiziert von der Akademie der Deutschen Gesellschaft für Neurochirurgie (DGNC). Hinzu kommt ein Master-Zertifikat der Deutschen Wirbelsäulengesellschaft (DWG). Zu Scholz Spezialgebieten zählen zudem periphere Nerventumoren bei Neurofibromatose-Patienten.

## Wissenschaftliche Leistungen und Forschungstätigkeit
- 1992 – 1994 klinische Mitarbeit am DFG-Projekt: Evozierte Potentiale bei Schädel-Hirn-Traumapatienten (Leiter : R. Firsching)[9]
- 6/94 – 6/99 klinische Mitarbeit von neurochirurgischer Seite beim DFG-Projekt „Individuelle rechnergestützte ( CAD/CAM) Implantatherstellung zur Rekonstruktion von Kontur-und Kontinuitätsdefekten des Gesichts- und Hirnschädels auf der Basis von Spiral-CT Daten“ (Leiter: Machtens, Koordination : Eufinger)
- ab 7/99 klinische Mitarbeit beim DFG-Projekt „Rechnergestützter Aufbau von Defekten des Hirn-und Gesichtsschädels mit individuellen Implantaten“ (Leiter : PD Dr. Dr. Eufinger)
- 2001 Mitantragsteller beim BMBF-Projekt der Ruhr-Universität Bochum / Kompetenzzentrum Medizintechnik Ruhr (KMR), Subthema „Navigation und Ultraschall“ (Leiter : Ermert , Abteilung für Hochfrequenztechnik)
- 2002 Mitantragsteller beim DFG-Schwerpunktprogramm 1124: „Medizinische Navigation und Robotik“ (zusammen mit Eufinger und Schmieder und K. Radermacher)

## Sonstige Tätigkeiten
- 2002–2009 Mitglied der Promotionskommission der Ruhr-Universität Bochum
- 2005/2006 Reviewing für Fachzeitschriften wie z. B. Spinal Cord und International Journal of Medical Robotics and Computer Assisted Surgery
- 1/2007 Reviewing für das Journal „Biomedizinische Technik/Biomedical Engineering“
- 4/2007 Reviewing für das Journal “Medical & Biological Engineering & Computing”.
- 7/2008 Berufung in das Editorial Board der Internationalen Zeitschrift “Head and Neck Oncology”
- 9/2010 Reviewer für die Zeitschrift „Neurosurgery“
- 1/2011 Leiter der Sektion Neurochirurgie der Deutschen Gesellschaft für Ultraschall in der Medizin (DEGUM) bis 1/2015
- 2014–2015 Selection as EANS International Delegate
- 2016 Reviewer : Journal of Spinal Cord Medicine

## Publikationen
Martin Scholz hat mehr als 150 Beiträge, Konferenzpapiere und Artikel verfasst. Eine Übersicht seiner Publikationen findet sich bei ResearchGate.